# Me and Maxx
Me and Maxx  è una serie televisiva statunitense in 10 episodi trasmessi per la prima volta nel corso di una sola stagione nel 1980.
È una sitcom incentrata sulle vicende di una ragazzina undicenne, Maxx Davis, che vive con il padre divorziato Norman a New York.

## Personaggi e interpreti
- Maxx Davis (10 episodi, 1980), interpretato da Melissa Michaelsen.
- Norman Davis (10 episodi, 1980), interpretato da Joe Santos.
È il padre di Maxx, è un divorziato e proprietario dell'agenzia Empire Ticket.
- Gary (10 episodi, 1980), interpretato da Denny Evans.
È un ascensorista.
- Barbara (10 episodi, 1980), interpretata da Jenny Sullivan.
È una collega e amica di Norman.
- Mitch Russell (10 episodi, 1980), interpretato da Jim Weston.
È un vicino di casa.

## Produzione
La serie fu ideata da James Komack che fu anche il produttore esecutivo.

### Sceneggiatori
Tra gli sceneggiatori della serie sono accreditati:
- Neil Rosen in 4 episodi (1980)
- George Tricker in 4 episodi (1980)
- Stan Cutler in 2 episodi (1980)

## Distribuzione
La serie fu trasmessa negli Stati Uniti dal 22 marzo 1980 al 25 luglio 1980 sulla rete televisiva NBC. In Italia è stata trasmessa con il titolo Me and Maxx.
Alcune delle uscite internazionali sono state:
- negli Stati Uniti il 22 marzo 1980 (Me and Maxx)
- in Svezia il 18 marzo 1981
- in Italia (Me and Maxx)

## Episodi
| Stagione       | Episodi | Prima TV USA |
| -------------- | ------- | ------------ |
| Prima stagione | 10      | 1980         |